# Adeyto
Adeyto (Strasburgo, 3 dicembre 1976) è un'artista, attrice, regista, fotografa e stilista francese.

## Biografia
Adeyto è nata a Strasburgo, Francia, da padre tedesco e madre francese.
Ha cominciato a recitare all'età di 8 anni. Si è trasferita in Giappone nel 1998, e ha recitato in serie TV giapponesi, film ed è apparsa regolarmente in importanti programmi TV come Waratte Iitomo e Sma-Station
Come fotografa e come regista Adeyto Rex Angeli lavora dietro la camera. Ha realizzato la foto di copertina per il singolo del 2008 di Akino Arai' "Kin no nami sen no nami". Nel 2005 ha disegnato i costumi di scena per gli attori La Stella nell'opera La bohème presentata lo stesso anno a Tokyo.
Nel 2009 ha insegnato alla ora non più esistente University of Creation; Art, Music & Social Work.
Nel 2012 il produttore Sir Ridley Scott l'ha scelta come co-regista e sceneggiatrice per il film 『JAPAN IN A DAY [ジャパン イン ア デイ]』, uscito in tutto il mondo nel 2013. Il film racconta la vita in Giappone durante il 3 novembre 2012, un anno e mezzo dopo il tragico terremoto che ha colpito il Giappone orientale ed è uscito nei cinema nel 2013. Japan in a Day ha anche aperto il 25º Festival Internazionale di Tokyo.

## Musica
Adeyto ha pubblicato dei DVD di video musicali tra cui Greed (2007), End of the Word, The Mortal e The Bridge (tutti nel 2006). È stata anche la cantante solista e autrice per la band Genetic Sovereign, di base a Tokyo, che ha pubblicato gli album Luminary nel 2004 e Tempus Aurum nel 2005.
Il suo album più importante "Adeyto – Temptation de l'Ange" è stato pubblicato da AVEX Trax nel novembre 2008. Sempre nel 2008 è apparsa come DJ sul palco del Tokyo Dome per il tour mondiale degli X Japan e ha cantato per il ventesimo anniversario AVEX del club Juliana di Tokyo.

## Filmografia
- Meoto Manzai, regia di Etsushi Toyokawa (2001)[12]
- Hi wa mata noboru, regia di Kiyoshi Sasabe (2002)[13]
- Returner - Il futuro potrebbe essere storia, regia di Takashi Yamazaki (2002)[14]
- College of Our Lives, regia di Yukihiko Tsutsumi (2003)[15]
- Get Up!, regia di Kazuyuki Izutsu (2003)
- Umizaru, regia di Eiichiro Hasumi (2004)[16]
- Peanuts, regia di Teruyoshi Uchimura (2006)[17]
- Die Silbermaske, regia di Mitsunori Hattori, Akio Jissōji, Tsugumi Kitaura (2006)[18]
- Sushi King Goes to New York, regia di Yukihiko Tsutsumi (2008)[19]
- Detroit Metal City, regia di Toshio Lee (2008)[20]
- Japan in a day, regia di Philip Martin, Gaku Narita, Adeyto (2013)[21]

### Televisione
- Namida wo Fuite - serie TV, (2000)[22]
- A side B – Simulation Garage - serie TV, (2001-2003)
- A side B – Counseling Booth - serie TV, (2001)
- The Apartment - serie TV, (2002)
- Hatsu Taiken - serie TV, (2002)
- Yanpapa - serie TV, (2002)
- Jiku Keisatsu 2 - serie TV, (2002)
- Kanjo ga shinjatta - serie TV, (2004)
- Yonimo kimyō na monogatari: Aki no tokubetsu hen - serie TV, (2005)
- Primadam - serie TV, (2006)
- Ikiru - serie TV, (2007)[23]
- Yama onna kabe onna - serie TV, (2007)
- Mop Girl - serie TV, (2007)[23]
- First Kiss - serie TV, (2007)
- Yukan Club - serie TV, (2007)
- Scrap Teacher: Kyōshi saisei - serie TV, (2008)

### Programmi TV
- Waratte Iitomo[1]
- SMAP×SMAP[1]
- Sma-Station[24]
- Out and About[25]
- Terebi de Furansugo[2] (2008)
- Out and About[26]